# Buccinoidea
Pour les articles homonymes, voir Buccin et Bulot.
Super-famille
Les Buccinoidea constituent une super-famille de gastéropodes marins carnivores de l'ordre des Neogastropoda, dont le plus connu et consommé est le buccin commun, gros buccin ou bulot (Buccinum undatum) très souvent consommés dans les plateaux de fruits de mer.

## Liste des familles
Selon World Register of Marine Species (18 septembre 2019) :
- famille Belomitridae Kantor, Puillandre, Rivasseau & Bouchet, 2012 -- 1 genre
- famille Buccinidae Rafinesque, 1815 -- 110 genres actuels
- famille Busyconidae Wade, 1917 (1867) -- 6 genres
- famille Colubrariidae Dall, 1904 -- 7 genres
- famille Columbellidae Swainson, 1840 -- 69 genres
- famille Echinofulguridae Petuch, 1994 †
- famille Fasciolariidae Gray, 1853 -- 26 genres
- famille Melongenidae Gill, 1871 (1854) -- 7 genres
- famille Nassariidae Iredale, 1916 (1835) -- 12 genres
- famille Pisaniidae Gray, 1857
- famille Tudiclidae Cossmann, 1901

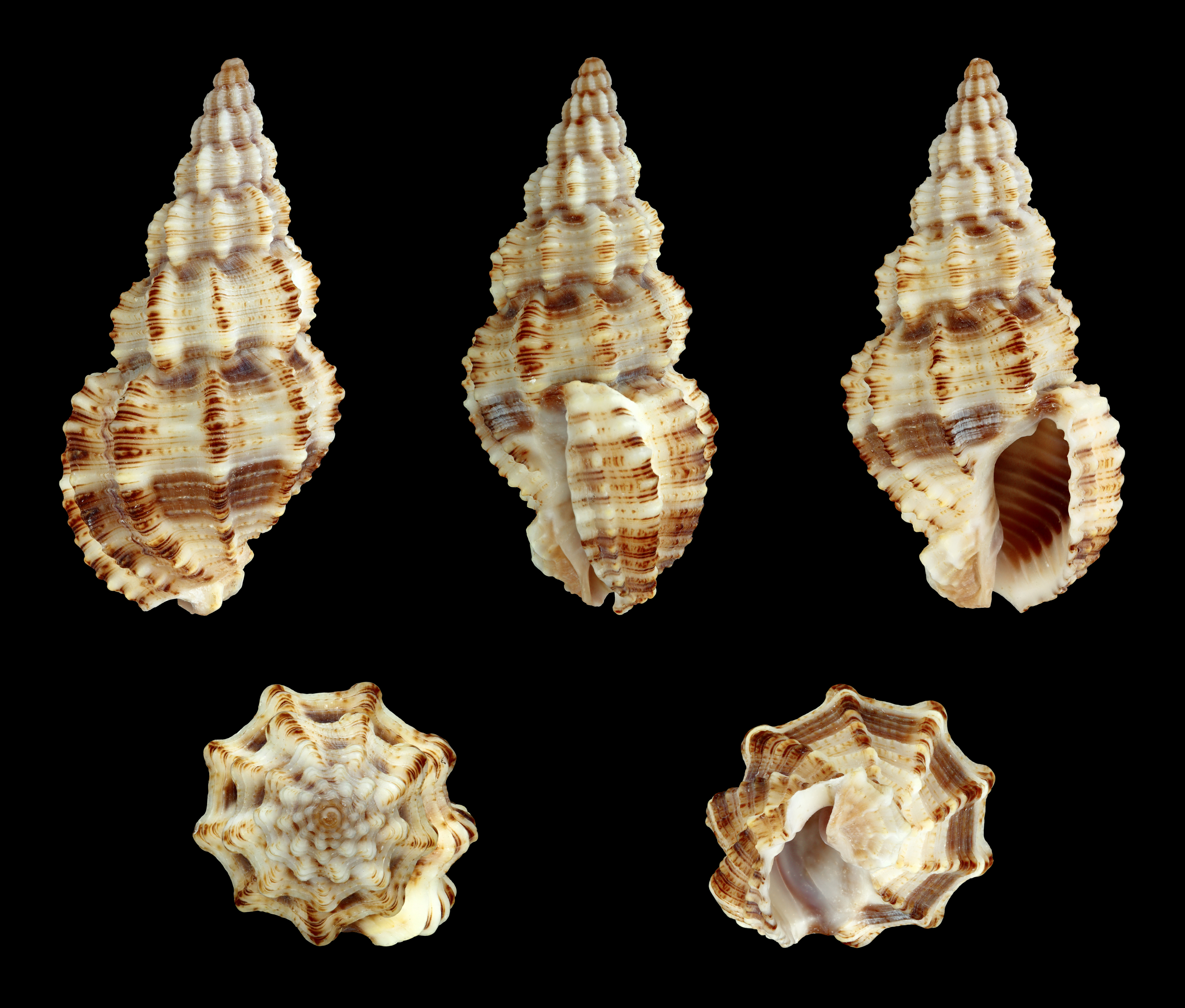
Phos senticosus, un Buccinidae
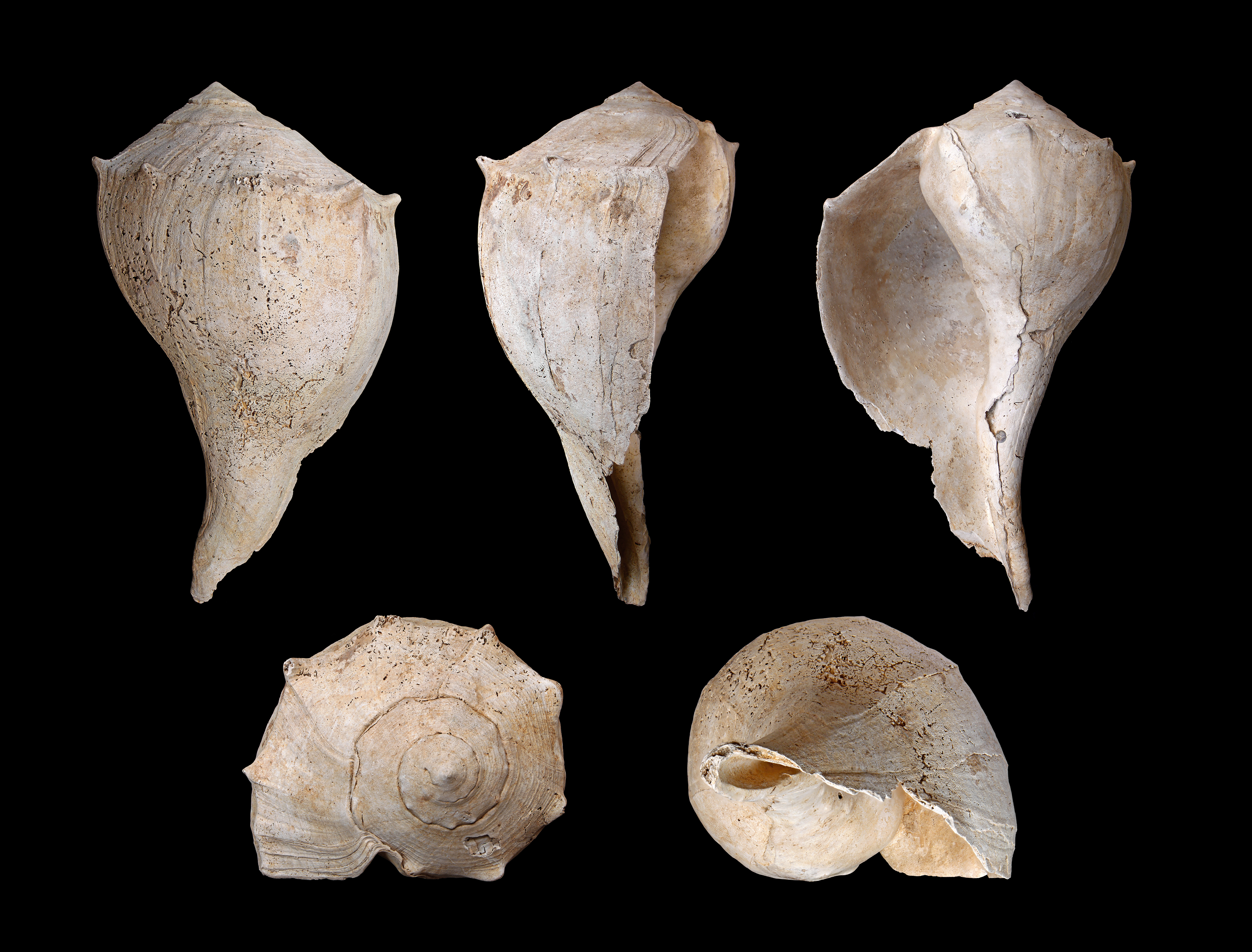
Busycon contrarium, un Busyconidae
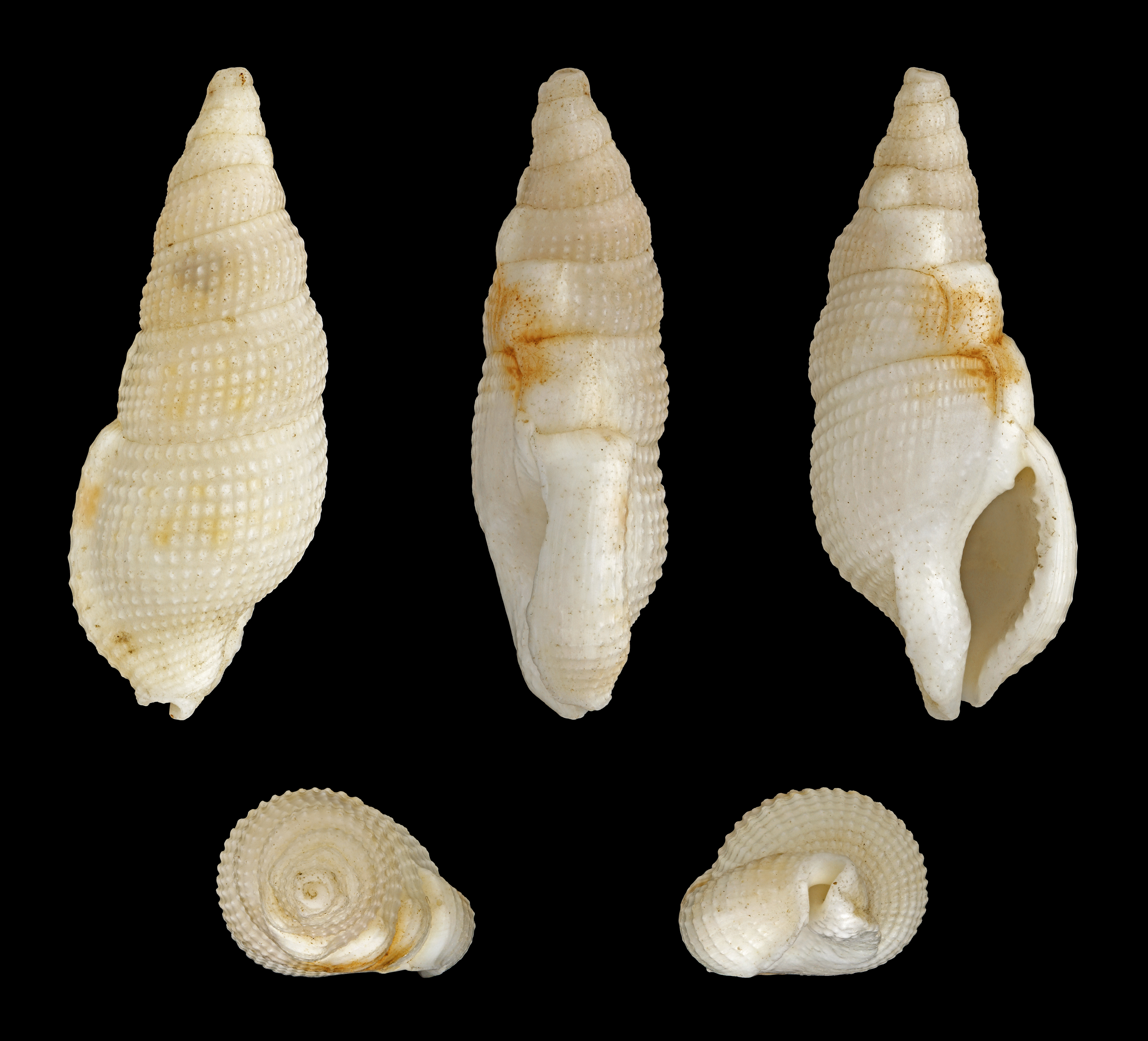
Colubraria tortuosa, un Colubrariidae
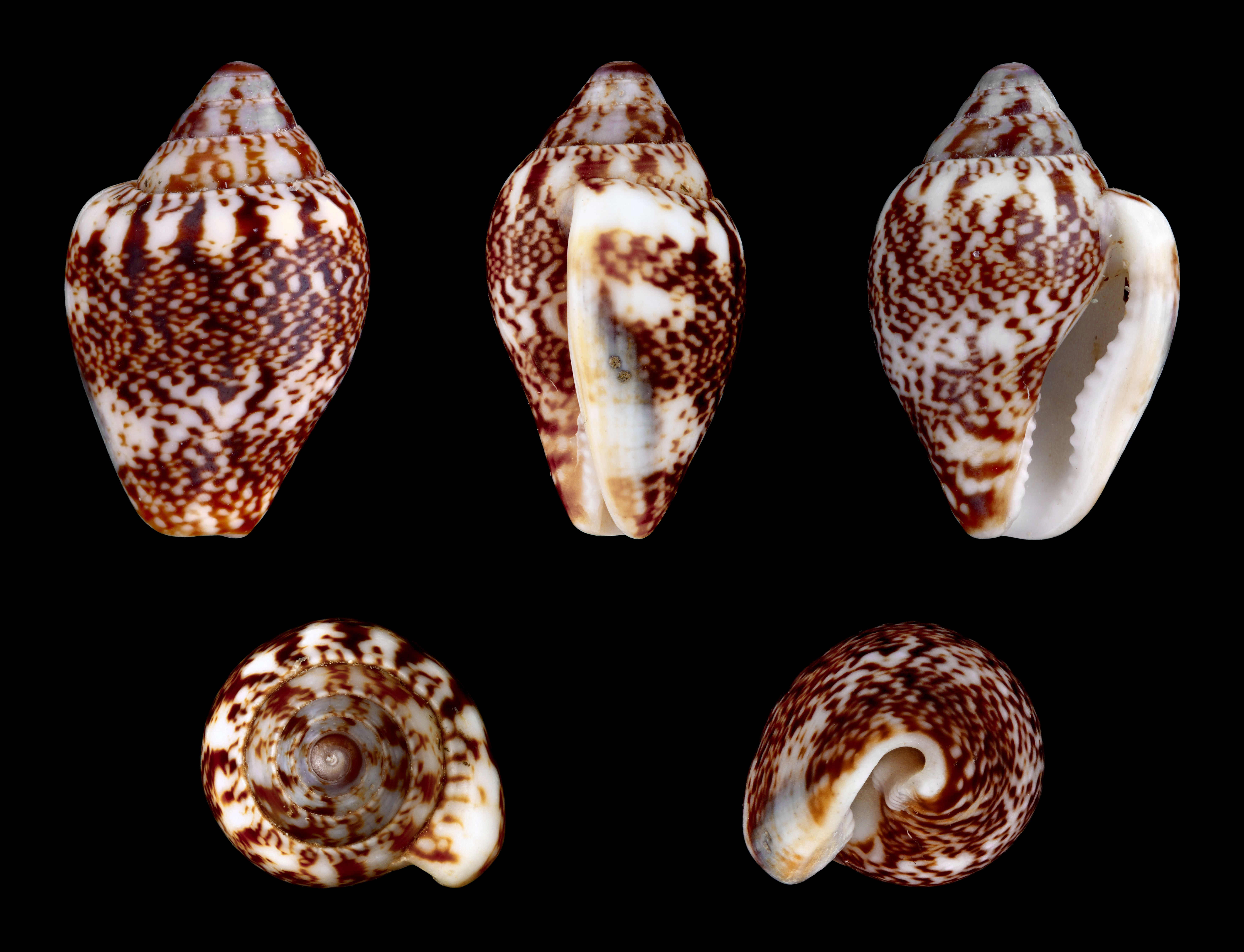
Columbella rustica, un Columbellidae
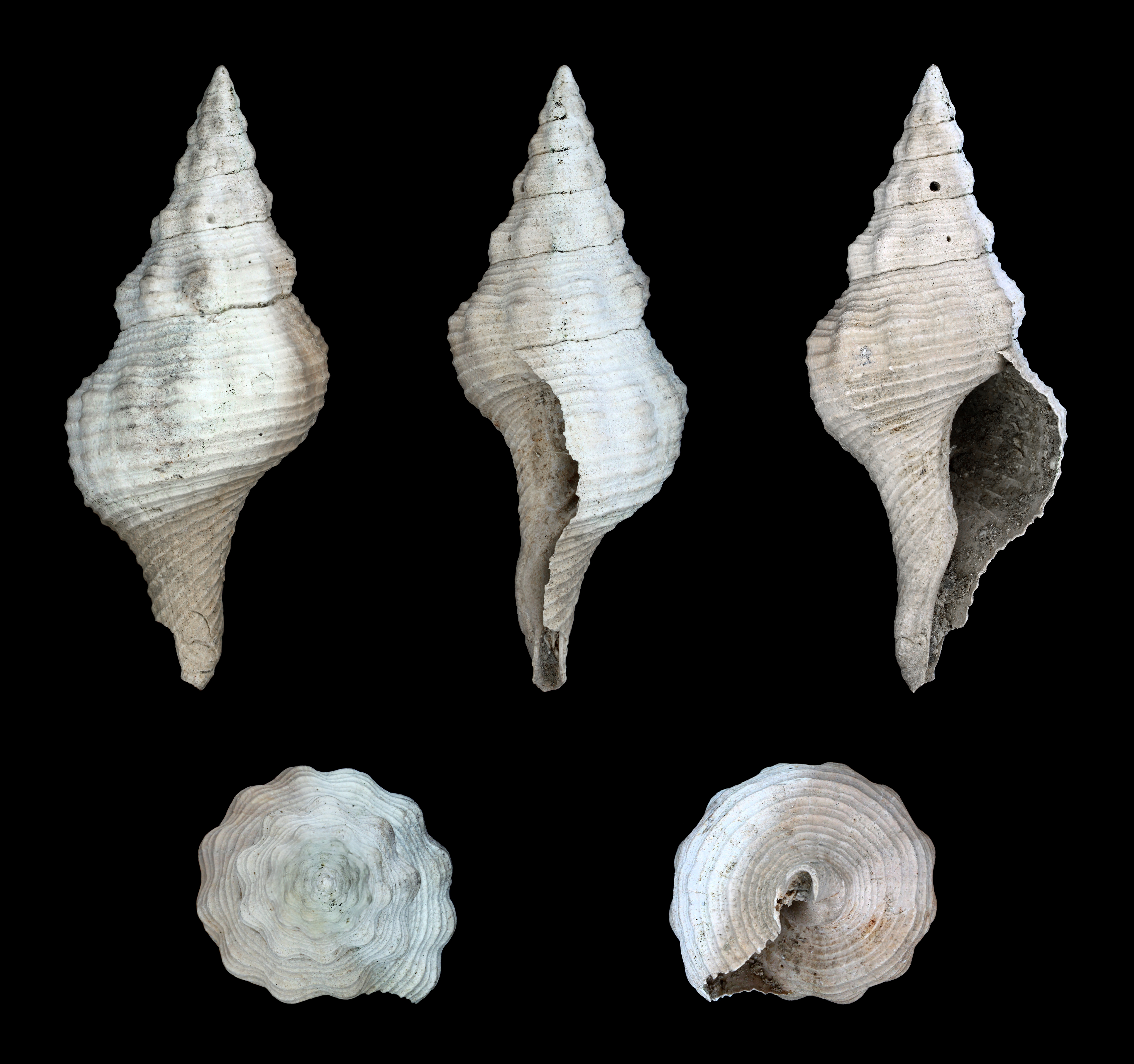
Fasciolaria scalarina, un Fasciolariidae
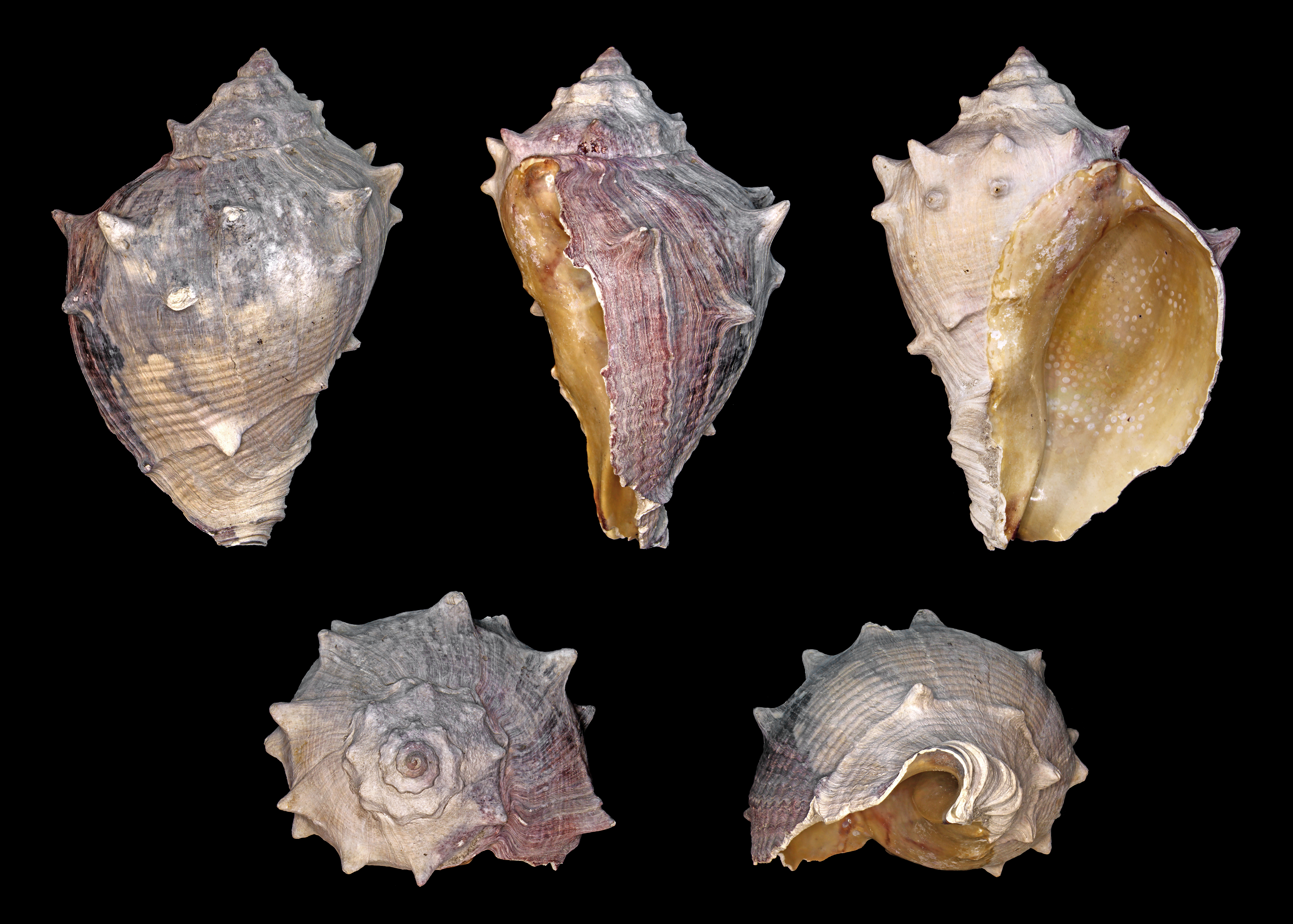
Melongena consors, un Melongenidae
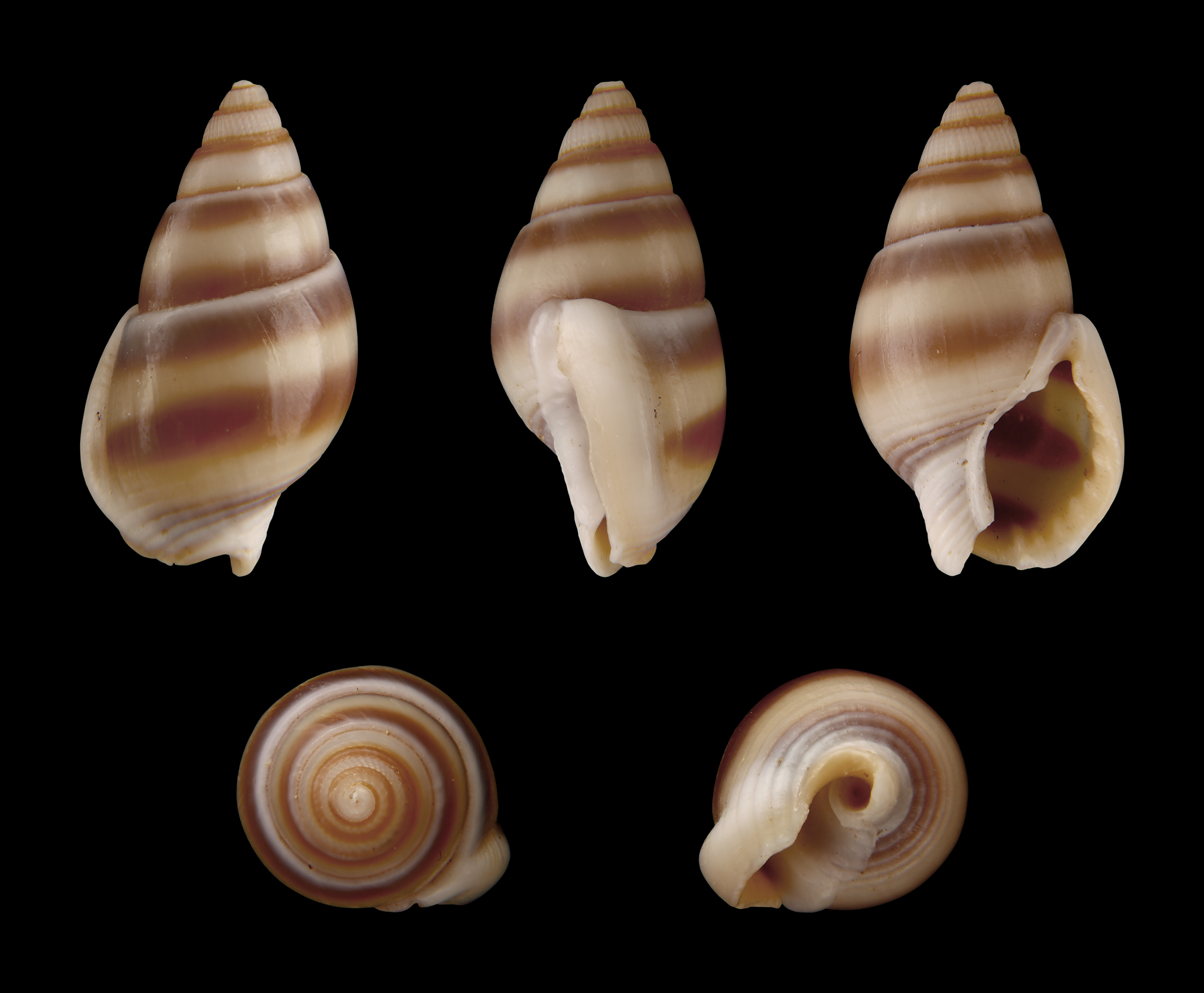
Nassarius reeveanus, un Nassariidae